# San Jacinto (Uruguay)
San Jacinto ist eine Stadt in Uruguay.

## Geographie
San Jacinto befindet sich auf dem Gebiet des Departamento Canelones in dessen Sektor 14. Nordwestlich liegt San Bautista, westnordwestlich Santa Rosa, südwestlich Sauce, südöstlich Estación Pedrera und ostsüdöstlich Estación Tapia.

## Geschichte
Am 27. Juni 1951 wurde San Jacinto durch das Gesetz Nr. 11.689 in die Kategorie „Villa“ eingestuft. Am 26. November 1976 erhielt sie durch das Gesetz Nr. 14.605 den Status einer „Ciudad“. 2010 wurde der 1876 gegründete Ort zum Municipio.

## Infrastruktur

### Bildung
San Jacinto verfügt mit dem 1970 gegründeten Liceo de San Jacinto über eine weiterführende Schule (Liceo).

### Verkehr
In der Stadt kreuzen sich die Ruta 7 und die Ruta 11 in einem Kreisverkehr.

## Einwohner
Die Einwohnerzahl San Jacintos beträgt 4.510. (Stand: 2011)
| Jahr | Einwohner |
| ---- | --------- |
| 1963 | 1.905     |
| 1975 | 2.244     |
| 1985 | 2.795     |
| 1996 | 3.596     |
| 2004 | 3.909     |
| 2011 | 4.510     |

Quelle: Instituto Nacional de Estadística de Uruguay

## Stadtverwaltung
Bürgermeister (Alcalde) von San Jacinto ist Cristian Ferraro (Partido Nacional.)

## Söhne und Töchter San Jacintos
- Bruno Barreto (* 1989), Fußballspieler
- Rodrigo Canosa (* 1988), Fußballspieler
- Guillermo de Amores (* 1994), Fußballspieler
- Alfonso Espino (* 1992), Fußballspieler
- Matías Vecino (* 1991), Fußballspieler